# Woo Seung-jae
Woo Seung-jae (ur. 26 lipca 1987) – południowokoreański zapaśnik w stylu klasycznym. Brązowy medalista mistrzostw świata w 2013. Zdobył srebrny medal w mistrzostwach Azji w 2010 i brązowy w 2012. Czwarty w Pucharze Świata w 2013; piąty w 2012. Trzeci na wojskowych mistrzostwach świata w 2008 roku.